# Alin Toșca
Alin Dorinel Toșca (Alexandria, 14 marzo 1992) è un calciatore rumeno, difensore dell'U Cluj.

## Caratteristiche tecniche
Paragonato a Ștefan Radu per prestanza fisica e doti tecniche, Toșca è un terzino sinistro
, in grado di agire da esterno di centrocampo e anche come difensore centrale in una difesa a tre.

## Carriera

### Club
Muove i suoi primi passi nelle giovanili della Steaua Bucarest. Il 24 gennaio 2017 lascia la Steaua Bucarest – di cui è stato capitano – accordandosi con il Betis. Esordisce nella Liga il 29 gennaio contro il Barcellona (1-1).
Il 31 gennaio 2018 passa in prestito al Benevento. Esordisce in Serie A il 18 febbraio in Benevento-Crotone (3-2). Termina la stagione – conclusa con la retrocessione dei sanniti – con 13 presenze. Il 24 agosto 2018 passa in prestito con diritto di riscatto al PAOK. Il 21 luglio 2019 firma un biennale con il Gaziantep, nel campionato turco.
Dopo aver rescisso l'accordo con la società turca, il 30 gennaio 2023 torna dopo cinque anni al Benevento, in Serie B.

### Nazionale
Ha giocato nella nazionale rumena Under-21.
Esordisce in nazionale maggiore il 23 marzo 2016 contro la Lituania in amichevole, subentrando all'86' al posto di Steliano Filip.

## Statistiche

### Presenze e reti nei club
Statistiche aggiornate al 4 maggio 2025.
| Stagione                  | Squadra                   | Campionato                | Campionato | Campionato | Coppe nazionali | Coppe nazionali | Coppe nazionali | Coppe continentali | Coppe continentali | Coppe continentali | Altre coppe | Altre coppe | Altre coppe | Totale | Totale |
| Stagione                  | Squadra                   | Comp                      | Pres       | Reti       | Comp            | Pres            | Reti            | Comp               | Pres               | Reti               | Comp        | Pres        | Reti        | Pres   | Reti   |
| ------------------------- | ------------------------- | ------------------------- | ---------- | ---------- | --------------- | --------------- | --------------- | ------------------ | ------------------ | ------------------ | ----------- | ----------- | ----------- | ------ | ------ |
| 2009-2010                 | Steaua Bucarest II        | L2                        | 13         | 0          | -               | -               | -               | -                  | -                  | -                  | -           | -           | -           | 13     | 0      |
| set. 2010                 | Steaua Bucarest II        | L2                        | 1          | 0          | -               | -               | -               | -                  | -                  | -                  | -           | -           | -           | 1      | 0      |
| Totale Steaua Bucarest II | Totale Steaua Bucarest II | Totale Steaua Bucarest II | 14         | 0          |                 | -               | -               |                    | -                  | -                  |             | -           | -           | 14     | 0      |
| set. 2010-2011            | Unirea Urziceni           | L1                        | 18         | 0          | CR              | 1               | 0               | -                  | -                  | -                  | -           | -           | -           | 19     | 0      |
| 2011-2012                 | Săgeata Năvodari          | L2                        | 23         | 0          | CR              | 0               | 0               | -                  | -                  | -                  | -           | -           | -           | 23     | 0      |
| 2012-2013                 | Viitorul Costanza         | L1                        | 25         | 0          | CR              | 0               | 0               | -                  | -                  | -                  | -           | -           | -           | 25     | 0      |
| 2013-2014                 | Viitorul Costanza         | L1                        | 29         | 0          | CR              | 2               | 0               | -                  | -                  | -                  | -           | -           | -           | 31     | 0      |
| Totale Viitorul Costanza  | Totale Viitorul Costanza  | Totale Viitorul Costanza  | 54         | 0          |                 | 2               | 0               |                    | -                  | -                  |             | -           | -           | 56     | 0      |
| 2014-2015                 | Steaua Bucarest           | L1                        | 15         | 0          | CR+CdL          | 5+4             | 0+1             | UCL+UEL            | 0                  | 0                  | SR          | 0           | 0           | 24     | 1      |
| 2015-2016                 | Steaua Bucarest           | L1                        | 25+9       | 0          | CR+CdL          | 1+2             | 0               | UCL+UEL            | 3+2                | 0                  | SR          | 1           | 0           | 43     | 0      |
| 2016-gen. 2017            | Steaua Bucarest           | L1                        | 16         | 0          | CR+CdL          | 2+2             | 0               | UCL+UEL            | 3+6                | 0                  | -           | -           | -           | 29     | 0      |
| Totale Steaua Bucarest    | Totale Steaua Bucarest    | Totale Steaua Bucarest    | 56+9       | 0          |                 | 16              | 1               |                    | 14                 | 0                  |             | 1           | 0           | 96     | 1      |
| gen.-giu. 2017            | Betis                     | PD                        | 17         | 0          | CR              | -               | -               | -                  | -                  | -                  | -           | -           | -           | 17     | 0      |
| 2017-gen. 2018            | Betis                     | PD                        | 6          | 0          | CR              | 2               | 0               | -                  | -                  | -                  | -           | -           | -           | 8      | 0      |
| Totale Betis              | Totale Betis              | Totale Betis              | 23         | 0          |                 | 2               | 0               |                    | -                  | -                  |             | -           | -           | 25     | 0      |
| gen.-giu. 2018            | Benevento                 | A                         | 13         | 0          | CI              | -               | -               | -                  | -                  | -                  | -           | -           | -           | 13     | 0      |
| 2018-2019                 | PAOK                      | SL                        | 7          | 0          | CG              | 4               | 0               | UCL+UEL            | 0+5                | 0                  | -           | -           | -           | 16     | 0      |
| 2019-2020                 | Gaziantep                 | SL                        | 34         | 0          | TK              | 2               | 0               | -                  | -                  | -                  | -           | -           | -           | 36     | 0      |
| 2020-2021                 | Gaziantep                 | SL                        | 32         | 0          | TK              | 1               | 0               | -                  | -                  | -                  | -           | -           | -           | 33     | 0      |
| 2021-2022                 | Gaziantep                 | SL                        | 31         | 0          | TK              | 4               | 0               | -                  | -                  | -                  | -           | -           | -           | 35     | 0      |
| 2022-gen. 2023            | Gaziantep                 | SL                        | 8          | 0          | TK              | 3               | 0               | -                  | -                  | -                  | -           | -           | -           | 11     | 0      |
| Totale Gaziantep          | Totale Gaziantep          | Totale Gaziantep          | 105        | 0          |                 | 10              | 0               |                    | -                  | -                  |             | -           | -           | 115    | 0      |
| gen.-giu. 2023            | Benevento                 | B                         | 16         | 0          | CI              | -               | -               | -                  | -                  | -                  | -           | -           | -           | 16     | 0      |
| 2023-2024                 | Al-Riyadh                 | SPL                       | 11         | 0          | KC              | 1               | 0               | -                  | -                  | -                  | -           | -           | -           | 12     | 0      |
| 2024-2025                 | Benevento                 | C                         | 26         | 1          | CI-C            | 1               | 0               | -                  | -                  | -                  | -           | -           | -           | 27     | 1      |
| 2025-2026                 | U Cluj                    | L1                        | -          | -          | CR              | -               | -               | UECL               | 0                  | 0                  | -           | -           | -           | -      | -      |
| Totale Benevento          | Totale Benevento          | Totale Benevento          | 55         | 1          |                 | 1               | 0               |                    | -                  | -                  |             | -           | -           | 56     | 1      |
| Totale carriera           | Totale carriera           | Totale carriera           | 375        | 1          |                 | 37              | 1               |                    | 19                 | 0                  |             | 1           | 0           | 432    | 2      |

### Cronologia presenze e reti in nazionale
| Cronologia completa delle presenze e delle reti in nazionale ― Romania | Cronologia completa delle presenze e delle reti in nazionale ― Romania | Cronologia completa delle presenze e delle reti in nazionale ― Romania | Cronologia completa delle presenze e delle reti in nazionale ― Romania | Cronologia completa delle presenze e delle reti in nazionale ― Romania | Cronologia completa delle presenze e delle reti in nazionale ― Romania | Cronologia completa delle presenze e delle reti in nazionale ― Romania | Cronologia completa delle presenze e delle reti in nazionale ― Romania |
| Data                                                                   | Città                                                                  | In casa                                                                | Risultato                                                              | Ospiti                                                                 | Competizione                                                           | Reti                                                                   | Note                                                                   |
| ---------------------------------------------------------------------- | ---------------------------------------------------------------------- | ---------------------------------------------------------------------- | ---------------------------------------------------------------------- | ---------------------------------------------------------------------- | ---------------------------------------------------------------------- | ---------------------------------------------------------------------- | ---------------------------------------------------------------------- |
| 23-3-2016                                                              | Giurgiu                                                                | Romania                                                                | 1 – 0                                                                  | Lituania                                                               | Amichevole                                                             | -                                                                      | 86’                                                                    |
| 25-5-2016                                                              | Como                                                                   | RD del Congo                                                           | 1 – 1                                                                  | Romania                                                                | Amichevole                                                             | -                                                                      | 89’                                                                    |
| 11-10-2016                                                             | Astana                                                                 | Kazakistan                                                             | 0 – 0                                                                  | Romania                                                                | Qual. Mondiali 2018                                                    | -                                                                      |                                                                        |
| 11-11-2016                                                             | Bucarest                                                               | Romania                                                                | 0 – 3                                                                  | Polonia                                                                | Qual. Mondiali 2018                                                    | -                                                                      |                                                                        |
| 26-3-2017                                                              | Cluj-Napoca                                                            | Romania                                                                | 0 – 0                                                                  | Danimarca                                                              | Qual. Mondiali 2018                                                    | -                                                                      |                                                                        |
| 10-6-2017                                                              | Varsavia                                                               | Polonia                                                                | 3 – 1                                                                  | Romania                                                                | Qual. Mondiali 2018                                                    | -                                                                      |                                                                        |
| 13-6-2017                                                              | Cluj-Napoca                                                            | Romania                                                                | 3 – 2                                                                  | Cile                                                                   | Amichevole                                                             | -                                                                      |                                                                        |
| 1-9-2017                                                               | Bucarest                                                               | Romania                                                                | 1 – 0                                                                  | Armenia                                                                | Qual. Mondiali 2018                                                    | -                                                                      |                                                                        |
| 4-9-2017                                                               | Podgorica                                                              | Montenegro                                                             | 1 – 0                                                                  | Romania                                                                | Qual. Mondiali 2018                                                    | -                                                                      |                                                                        |
| 9-11-2017                                                              | Cluj-Napoca                                                            | Romania                                                                | 2 – 0                                                                  | Turchia                                                                | Amichevole                                                             | -                                                                      |                                                                        |
| 27-3-2018                                                              | Craiova                                                                | Romania                                                                | 1 – 0                                                                  | Svezia                                                                 | Amichevole                                                             | -                                                                      |                                                                        |
| 31-5-2018                                                              | Graz                                                                   | Romania                                                                | 3 – 2                                                                  | Cile                                                                   | Amichevole                                                             | -                                                                      |                                                                        |
| 5-6-2018                                                               | Ploiești                                                               | Romania                                                                | 2 – 0                                                                  | Finlandia                                                              | Amichevole                                                             | -                                                                      | 57’                                                                    |
| 14-10-2018                                                             | Bucarest                                                               | Romania                                                                | 0 – 0                                                                  | Serbia                                                                 | UEFA Nations League 2018-2019 - 1º turno                               | -                                                                      |                                                                        |
| 20-11-2018                                                             | Podgorica                                                              | Montenegro                                                             | 0 – 1                                                                  | Romania                                                                | UEFA Nations League 2018-2019 - 1º turno                               | -                                                                      |                                                                        |
| 7-6-2019                                                               | Oslo                                                                   | Norvegia                                                               | 2 – 2                                                                  | Romania                                                                | Qual. Euro 2020                                                        | -                                                                      |                                                                        |
| 5-9-2019                                                               | Bucarest                                                               | Romania                                                                | 1 – 2                                                                  | Spagna                                                                 | Qual. Euro 2020                                                        | -                                                                      |                                                                        |
| 18-11-2019                                                             | Madrid                                                                 | Spagna                                                                 | 5 – 0                                                                  | Romania                                                                | Qual. Euro 2020                                                        | -                                                                      |                                                                        |
| 4-9-2020                                                               | Bucarest                                                               | Romania                                                                | 1 – 1                                                                  | Irlanda del Nord                                                       | UEFA Nations League 2020-2021 - 1º turno                               | -                                                                      |                                                                        |
| 11-10-2020                                                             | Oslo                                                                   | Norvegia                                                               | 4 – 0                                                                  | Romania                                                                | UEFA Nations League 2020-2021 - 1º turno                               | -                                                                      |                                                                        |
| 14-10-2020                                                             | Ploiești                                                               | Romania                                                                | 0 – 1                                                                  | Austria                                                                | UEFA Nations League 2020-2021 - 1º turno                               | -                                                                      |                                                                        |
| 11-11-2020                                                             | Ploiești                                                               | Romania                                                                | 5 – 3                                                                  | Bielorussia                                                            | Amichevole                                                             | -                                                                      | 46’                                                                    |
| 18-11-2020                                                             | Belfast                                                                | Irlanda del Nord                                                       | 1 – 1                                                                  | Romania                                                                | UEFA Nations League 2020-2021 - 1º turno                               | -                                                                      |                                                                        |
| 28-3-2021                                                              | Bucarest                                                               | Romania                                                                | 0 – 1                                                                  | Germania                                                               | Qual. Mondiali 2022                                                    | -                                                                      |                                                                        |
| 31-3-2021                                                              | Erevan                                                                 | Armenia                                                                | 3 – 2                                                                  | Romania                                                                | Qual. Mondiali 2022                                                    | -                                                                      |                                                                        |
| 5-9-2021                                                               | Bucarest                                                               | Romania                                                                | 2 – 0                                                                  | Liechtenstein                                                          | Qual. Mondiali 2022                                                    | 1                                                                      |                                                                        |
| 8-10-2021                                                              | Amburgo                                                                | Germania                                                               | 2 – 1                                                                  | Romania                                                                | Qual. Mondiali 2022                                                    | -                                                                      |                                                                        |
| 11-11-2021                                                             | Bucarest                                                               | Romania                                                                | 0 – 0                                                                  | Islanda                                                                | Qual. Mondiali 2022                                                    | -                                                                      | 67’                                                                    |
| 25-3-2022                                                              | Bucarest                                                               | Romania                                                                | 0 – 1                                                                  | Grecia                                                                 | Amichevole                                                             | -                                                                      | 75’                                                                    |
| 29-3-2022                                                              | Netanya                                                                | Israele                                                                | 2 – 2                                                                  | Romania                                                                | Amichevole                                                             | -                                                                      | 57’                                                                    |
| Totale                                                                 |                                                                        | Presenze                                                               | 30                                                                     |                                                                        | Reti                                                                   | 1                                                                      |                                                                        |

## Palmarès

### Club

#### Competizioni nazionali
- Campionato rumeno: 1

Steaua Bucarest: 2014-2015
- Coppa di Romania: 1

Steaua Bucarest: 2014-2015
- Coppa di lega rumena: 2

Steaua Bucarest: 2014-2015, 2015-2016
- Campionato greco: 1

PAOK: 2018-2019
- Coppa di Grecia: 1

PAOK: 2018-2019